# Quatre-cents quatre
Quatre-cents quatre (o 404) és un nombre natural sencer. Se situa entre 403 i 405.

## Curiositats
- És parell.[3]
- És el nom de l'error 404.[4]
- És capicua o palíndrom.[5]
- És un any.[2]